# Hans Bahr (Verbandsfunktionär)
Hans Bahr (* 6. Dezember 1909 in Altenburg; † 9. September 1986) war ein deutscher SED-Funktionär und Außenhandelsfunktionär. Er war Präsident der Kammer für Außenhandel der DDR.

## Leben
Bahr, Sohn eines Schlossers, erlernte nach dem Besuch der Volksschule den Beruf des Tischlers. Er war anschließend im Beruf tätig, unterbrochen von einer fünfjährigen Erwerbslosigkeit. Von 1925 bis 1933 gehörte er dem Deutschen Holzarbeiterverband und von 1928 bis 1933 der Sozialdemokratischen Partei Deutschlands (SPD) an. Er trat 1938 der NSDAP bei. Während des Zweiten Weltkrieges wurde er 1942 zur Wehrmacht einberufen und musste Kriegsdienst leisten.
Nach dem Krieg arbeitete er von 1945 bis 1946 in seinem Beruf als Tischler. Er wurde 1946 Mitglied der Freien Deutschen Jugend (FDJ) und der Sozialistischen Einheitspartei Deutschlands (SED) und übte dann in den folgenden zwei Jahren verschiedene hauptamtliche Funktionen in der FDJ und der SED aus. 1948 wirkte er zunächst als stellvertretender Landrat in Altenburg und ab 1949 als Landrat in Eisenach. Diese Funktion übte er – unterbrochen von einem Halbjahreslehrgang an der Deutschen Verwaltungsakademie in Forst Zinna – bis 1951 aus. Im Oktober 1951 übernahm er die Funktion des stellvertretenden Direktors des Deutschen Innen- und Außenhandel (DIA) Holz und Papier, speziell für das Arbeitsgebiet Papier. Von Juli 1953 bis 1956 war er Generalkonsul der DDR-Handelsvertretung in Helsinki, anschließend bis 1957 Gruppenleiter, von 1958 bis 1962 Leiter der Hauptabteilung Europa im Ministerium für Außenhandel und Innerdeutschen Handel. Von 1962 bis Oktober 1968 wirkte er als Präsident der Kammer für Außenhandel und wurde 1968 zu deren Ehrenpräsident ernannt. Am 18. Juni 1963 wurde Bahr bei Gründung der Deutsch-Britischen Gesellschaft in der DDR zum Vizepräsidenten gewählt.

## Schriften
- Die Aktivität der Kammer für Außenhandel der DDR. In: Deutsche Außenpolitik, Band IX, 1964, Heft 11, S. 1066–1072.

## Auszeichnungen
- Verdienstmedaille der DDR (1959)
- Vaterländischer Verdienstorden in Silber (1959)[4]
- Stern der Völkerfreundschaft in Gold (1979)